# Портрет Петра Михайловича Колюбакина
«Портрет Петра Михайловича Колюбакина» — картина Джорджа Доу и его мастерской, из Военной галереи Зимнего дворца.
Картина представляет собой погрудный портрет генерал-майора Петра Михайловича Колюбакина из состава Военной галереи Зимнего дворца.
К началу Отечественной войны 1812 года генерал-майор Колюбакин командовал 12-й пехотной дивизией. В сражении под Салтановкой был ранен и оставил армию. Осенью 1812 года вернулся в строй и вновь получил в командование 12-ю пехотную дивизию, во главе которой отличился в сражениях при Малоярославце и Красном. Во время Заграничных походов 1813 и 1814 годов отличился при осаде Данцига.
Изображён в генеральском мундире, введённом для пехотных генералов 7 мая 1817 года, — Колюбакин такой мундир носить не имел права, поскольку в декабре 1814 года вышел в отставку и должен был носить мундир старого образца. Слева на груди звезда ордена Св. Анны 1-й степени; на шее крест ордена Св. Владимира 3-й степени; по борту мундира кресты орденов Св. Иоанна Иерусалимского и прусского Красного орла 2-й степени; справа на груди серебряная медаль «В память Отечественной войны 1812 года» на Андреевской ленте. С тыльной стороны картины надпись: Koulabakin. Подпись на раме: П. М. Колюбакинъ, Генералъ Маiоръ.
7 августа 1820 года Комитетом Главного штаба по аттестации Колюбакин был включён в список «генералов, заслуживающих быть написанными в галерею» и 28 февраля 1823 года император Александр I приказал написать его портрет. Гонорар Доу был выплачен 24 марта 1825 года и 21 июня 1827 года. Готовый портрет поступил в Эрмитаж 8 июля 1827 года. Предыдущая сдача готовых портретов была 18 октября 1826 года, соответственно картина датируется между этими числами.